# Bhutans damlandslag i fotboll
Bhutans damlandslag i fotboll representerar Bhutan i fotboll på damsidan. Dess förbund är Bhutan Football Federation (Bhutans fotbollsförbund).